# De Wenumse Molen
De Wenumse Molen is een watermolen op de Wenumse Beek in Wenum (gemeente Apeldoorn).

## Geschiedenis
Al in 1313 wordt een watermolen op deze plaats vermeld. In 1395 kwam deze korenmolen in het bezit van de Hertog van Gelre; in 1493 verkreeg het klooster Monnikhuizen bij Arnhem de watermolen. Ten tijde van de Reformatie (ca. 1580) kwam de molen in bezit van Gedeputeerde Staten van het Kwartier van Veluwe. Later werd de molen weer particulier bezit, en in 1767 werd Daniël de Jongh eigenaar. Hij liet de molen verbouwen tot kopermolen, waarbij tevens de molenvijver werd aangelegd. In 1858 liet de leerfabrikant Peter Kok Ankersmit de molen verbouwen tot korenmolen en liet er een runmolen aan toevoegen. Later werd deze runmolen verbouwd tot kaasmakerij.
In 1917 werd het huidige gebouw opgericht en werd er uitsluitend graan gemalen, met een koppel op waterkracht en twee koppels die door een dieselmotor werden aangedreven. Dit duurde tot 1965, toen het gaandewerk beschadigd raakte en de molen stilgezet moest worden. In 1972 verkreeg de gemeente Apeldoorn de molen. Hij wordt beheerd door Stichting De Wenumse Watermolen en in 1985 gerestaureerd. In een deel van het pand bevindt zich een feestzaal; de molen maalt op vrijwillige basis graan voor veevoer. Op dit moment wordt de molen weer gerenoveerd, planning is afronding in voorjaar 2024.Er zijn weer nieuwe molenaars in opleiding. De Wenumse Molen is in principe op woensdag-en zaterdagmiddag te bezoeken.

## Afbeeldingen

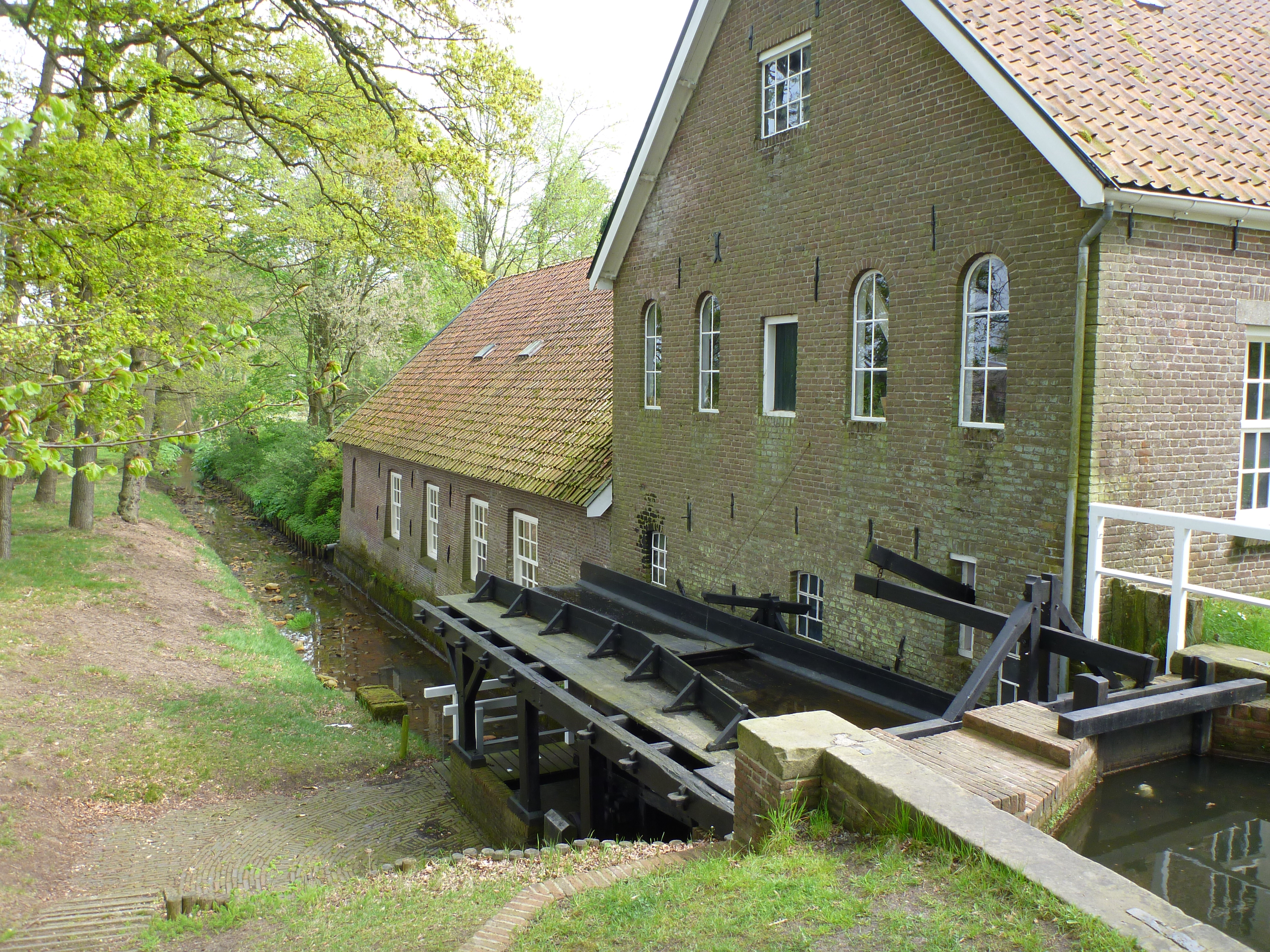
Waterloop
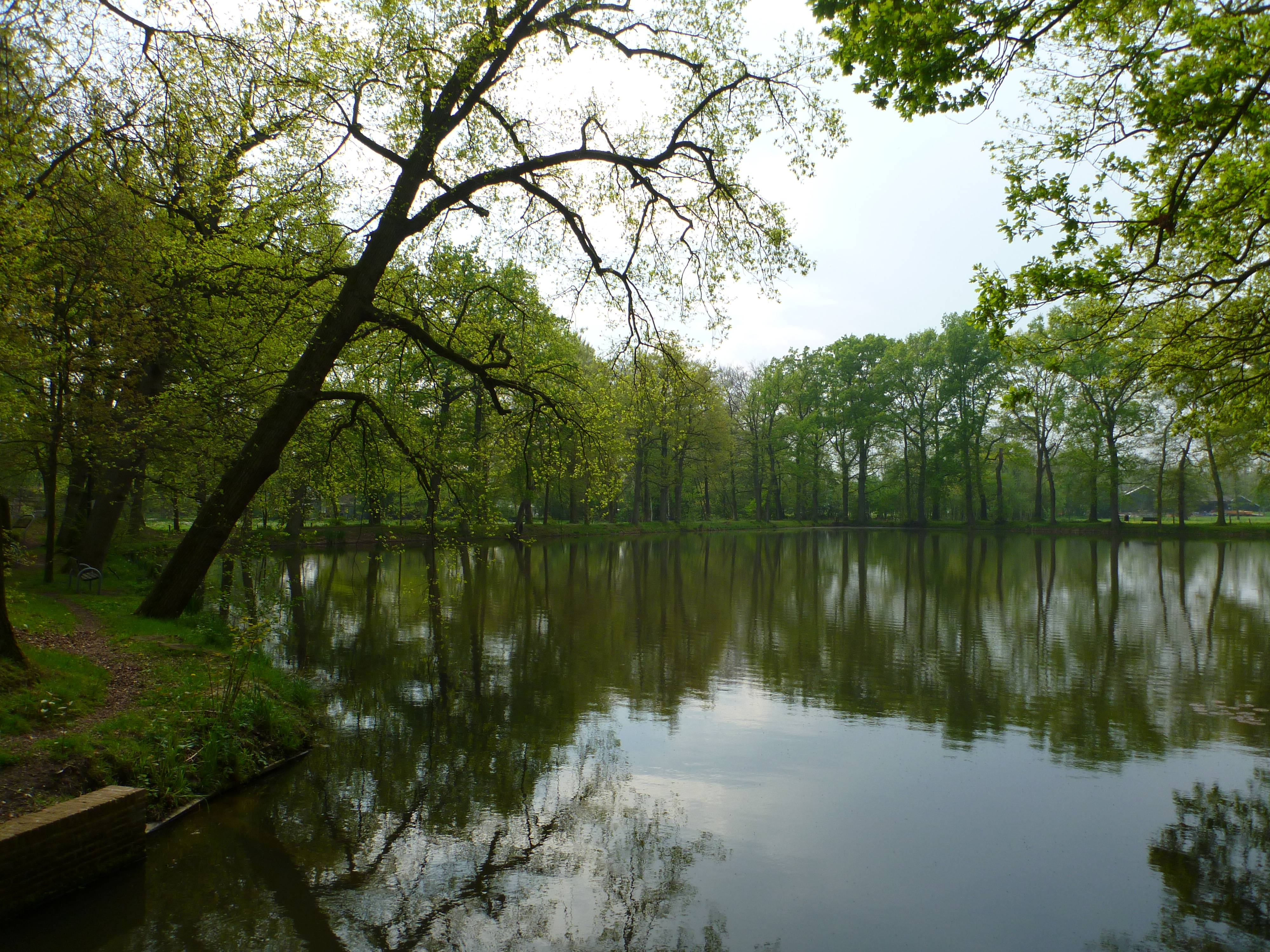
Molenvijver
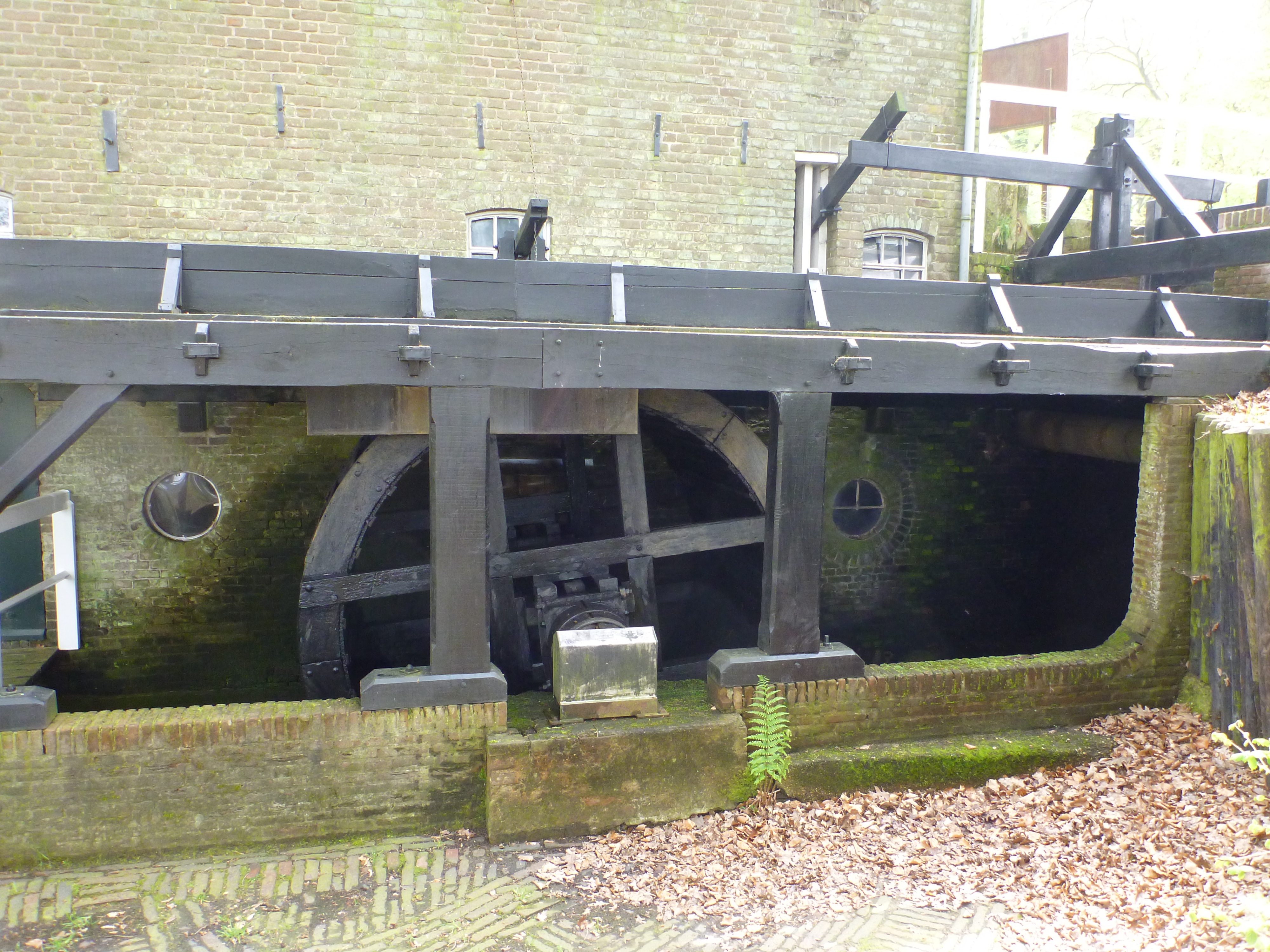
Bovenslagswiel
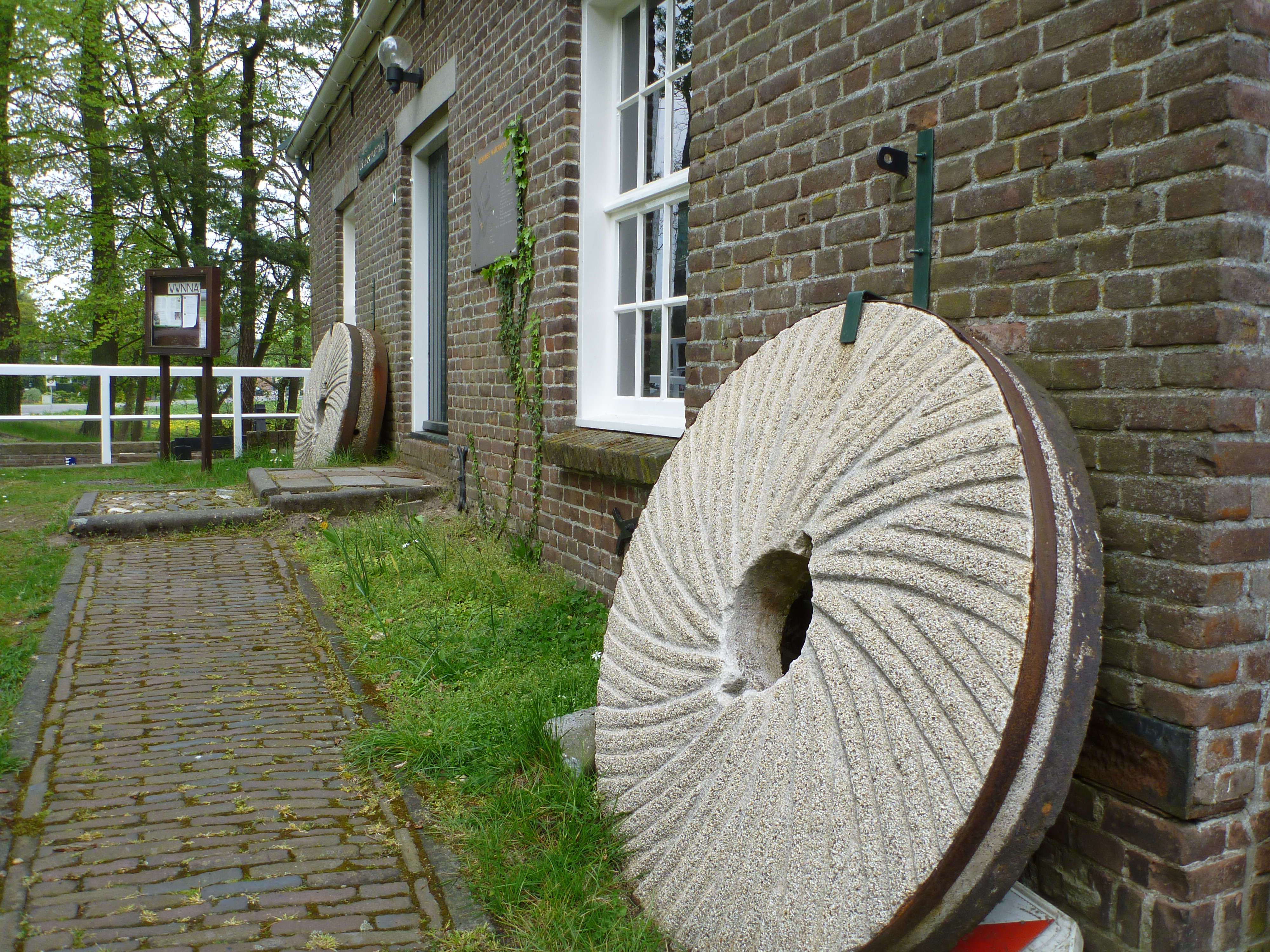
Molensteen